# Ectoedemia clemensella
Ectoedemia clemensella là một loài bướm đêm thuộc họ Nepticulidae. Nó được tìm thấy ở Pennsylvania, Kentucky, Maryland và Ohio.

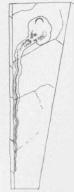
Mine

Sải cánh dài 4.5-5.2 mm. Có ba lứa một năm.
Ấu trùng ăn Platanus occidentalis. The mine the leaves of their host plant.